# Stephan Stolze
Stephan Stolze (* 17. Januar 1931 in Altona a.d. Elbe; † 23. Mai 1984 in West-Berlin) war ein deutscher Schriftsteller.

## Leben
Nach dem Schulbesuch studierte Stolze Malerei an der Kunsthochschule in West-Berlin. Ende der 1970er Jahre begann er als freischaffender Publizist und Schriftsteller zu arbeiten. Neben verschiedenen Zeitschriftenaufsätzen fand vor allem sein 1981 bei Suhrkamp erschienenes Werk Innenansicht, in dem autobiografisch Jugenderinnerungen während der Zeit des Nationalsozialismus aufgegriffen werden, größeren Widerhall.

## Schriften
- Mangelsberg. 1974.
- Innenansicht. Eine bürgerliche Kindheit 1938–1945. 1981 (mit einem Vorwort von Sebastian Haffner).
- Nachkriegsjahre. Frankfurt am Main 1984.